# Hiromi Hirata
Hiromi Hirata (平田宏美?, Hirata Hiromi; Hiroshima, 19 febbraio 1978) è una doppiatrice giapponese di anime e videogiochi, affiliata con l'agenzia I'm Enterprise. È nota principalmente per il ruolo di Makoto Kikuchi nella serie The Idolmaster e per il ruolo di Miyabi nella serie Senran Kagura.

## Doppiaggio

### Anime
- R.O.D the TV (2003): Maggie Mui
- Front Innocent (2004): Eichel
- Midori Days (2004): Cameriera
- Zoids: Genesis (2005): Rūji Familon
- Kiba (2006): Despara, Zed (bambino)
- Keroro (2007): Gyororo
- Venus Versus Virus (2007): Riku Mikumo
- The Idolmaster: Live For You! (2008): Makoto Kikuchi
- Asura Cryin' 2 (2009): Aki Kitsutaka
- Asobi ni Iku yo! (2010): Maki Itokazu
- Cobra (2010): Infermiera
- The Idolmaster (2011): Makoto Kikuchi
- Senran Kagura: Estival Versus - Mizugi-darake no zen'yasai (2015): Miyabi
- Senran Kagura Shinovi Master (2018): Miyabi

### Drama CD
- Sekirei (2007): Homura

### Videogiochi
- The Idolmaster (2005): Makoto Kikuchi
- The Legend of Zelda: Twilight Princess (2006): voci addizionali
- Arcana Heart (2006): Kamui Tokinomiya
- Mega Man ZX Advent (2007): Grey
- Arcana Heart 2 (2008): Kamui Tokinomiya
- Disgaea 3: Absence of Justice (2008): Mao
- The Idolmaster: Live For You! (2008): Makoto Kikuchi
- Arcana Heart 3 (2009): Kamui Tokinomiya
- Disgaea 4: A Promise Unforgotten (2011): Mao
- Tales of Xillia (2011): Celsius
- The Idolmaster 2 (2011): Makoto Kikuchi
- The Idolmaster Cinderella Girls (2011): Makoto Kikuchi
- Eiyuu Senki: The World Conquest (2012): Balin, Siegfried
- Mugen Souls (2012): Ryuto
- Senran Kagura: Shinovi Versus (2013): Miyabi
- The Idolmaster Million Live! (2013): Makoto Kikuchi
- Disgaea D2: A Brighter Darkness (2013): Mao
- Etrian Odyssey Untold: The Millennium Girl (2013): Ren
- Senran Kagura: Bon Appétit! (2014): Miyabi
- Dragon Ball Xenoverse (2015): Pattugliatore temporale
- Disgaea 5: Alliance of Vengeance (2015): Mao
- Senran Kagura: Estival Versus (2015): Miyabi
- Dragon Ball Xenoverse 2 (2016): Pattugliatore temporale
- Senran Kagura: Peach Beach Splash (2017): Miyabi
- Shinobi Master Senran Kagura: New Link (2017): Miyabi
- Senran Kagura Burst Re:Newal (2018): Miyabi
- Disgaea RPG (2019): Mao
- Disgaea 6: Defiance of Destiny (2021): Mao
- Neptunia x Senran Kagura: Ninja Wars (2021): Miyabi
- Disgaea 7: Vows of the Virtueless (2023): Mao